# Alvin Saunders
Alvin Saunders (ur. 12 lipca 1817, zm. 1 listopada 1899) – amerykański polityk, ósmy i ostatni gubernator Terytorium Nebraski. Następnie senator reprezentujący późniejszy stan. Należał do Partii Republikańskiej.
Urodził się w hrabstwie Fleming stanu Kentucky. Po skończeniu szkoły, wyjechał z ojcem do Illinois w 1829 roku. Następnie do Mount Pleasant na Terytorium Wisconsin (dziś stan Iowa). Przez siedem lat piastował urząd naczelnika poczty. Mimo że nie studiował prawa, zatrudnił się w handlu i bankowości.
W 1846 roku uczestniczył w pracach nad Konstytucją Stanową Iowa. W latach 1854–1856 oraz 1858–1860 senator Generalnego Zgromadzenia Iowa. Kongres Stanów Zjednoczonych wyznaczył go do komisji organizującej Union Pacific Railroad.
W latach 1861–1867 gubernator Terytorium Nebraski. W 1868 r. delegat Narodowej Konwencji Republikanów. Od 5 marca 1877 r. senator reprezentujący stan Nebraska. Służył do 3 marca 1883 r. Był przewodniczącym Komitetu Terytoriów podczas czterdziestej siódmej kadencji Kongresu. 
Zmarł w Omaha, pochowany na Cemetery Lawn Forest. Na jego cześć nazwano hrabstwo Saunders w Nebrasce.